# گانگلیوزیدوز GM1
گانگلیوزیدوز GM1 , نوعی بیماری ذخیره‌ای است که به علت نقص در متابولیسم لیزوزومی به وجود می‌آید.
اختلافش با سایر بیماری‌های ذخیره‌ای وجود علائم بالینی از زمان تولد می‌باشد. گانگلیوزید مولکولی می‌باشد که از ترکیب دو جزء گلیکواسفنگولیپید با یک یا تعداد بیشتری سیالیک اسید مانند ان-استیل نورامینیک اسید ایجاد می‌شود.

## علائم بالینی
سه نوع بالینی دارد: شیرخوارگی، بزرگسالی مزمن و مورکیو B.
در یک طبقه‌بندی دیگر سه نوع بالینی دارد: شیرخوارگی، کودکی (یک تا سه سال) و بزرگسالی

### نوع شیرخوارگی زودرس
زمان تولد، دوران نوزادی و شیرخوارگی: در زمان تولد، تورم صورت، تورم گوده گذار اندام‌ها یا آسیت، رفلکس مکیدن ضعیف، کمی اشتها و اختلال رشد جسمانی داخل رحمی در مبتلایان دیده می‌شود. در دوره نوزادی در برخی ازنوزادان هیدروپس جنینی، کمی فعالیت، کاهش تونوس عضلانی، یافته‌های صورت خشن، برجستگی پیشانی و پرمویی بر روی آن، پل بینی فرورفته، گوش‌های بزرگ و پائین قرار گرفته، فیلتروم بلند، هیپرتروفی لثه و زبان بزرگ، لکه قرمز آلبالویی در ماکولا در نیمی از بیماران، نیستاگموس احتمالی، بزرگی کبد و احتمالاً طحال، عقب ماندگی روانی حرکتی، عدم هماهنگی حرکات، گریه ضعیف، خواب زیاد و بی حرکتی در اغلب طول روز، لبخند زدن به ندرت و بی علاقگی به اطراف مشاهده می‌شود. پس از ۶ ماهگی، افزایش رفلکسها، بزرگی احتمالی سر، افزایش حساسیت به صدا، ضعف عضلانی، اسپاستیسیتی، علائم پیرامیدال، تشنج، بلع ضعیف، آتروفی عصب بینایی، کری، رژیدیتی دسربره، عدم پاسخ به تحریکات و آسیب عضله قلبی تظاهر می‌کنند. آنژیوکراتوما در ۱۰ ماهگی و بروز ذات الریه مکرر تا ۱۶ ماهگی روی می‌دهد. در اواخر دوره شیرخوارگی، تظاهرات اسکلتی نظیر سفتی و محدودیت حرکت مفاصل، انگشتان کوتاه و کلفت، برجستگی فک بالا، بزرگی مچ دست و مچ پا، کنتراکتور زانو، آرنج و انگشتان در وضعیت خم شده، قوز در فقرات پشتی و کمری و دیسوستوزیس مالتی پلکس شدید در رادیوگرافی دیده می‌شوند. نوع شیرخوارگی دیررس یا نوجوانی: اغلب در حدود ۱ سالگی با دژنره شدن پیشرونده مغزی شروع می‌شود. تظاهر اولیه آن ممکن است با عدم تعادل باشد. سایر علائم شامل وجود ناهماهنگی در حرکات یا افتادن مکرر و ضعف عضلانی کلی، از دست دادن قدرت تکلم و سپس بروز اسپاستیسیتی و رژیدیتی، تشنج، میوکلونوس و بروز میوکلونوس ناشی از صدا هستند. در بیمار ظاهر خشن صورت در اواخر شیرخوارگی احتمال دارد دیده شود، اما معمولاً بزرگی کبد و بزرگی طحال وجود ندارد. استرابیسم یا نیستاگموس ممکن است روی دهد، اما با وجودیکه لکه قرمز آلبالویی در ماکولا دیده نمی‌شود، بیمار ممکن است بعداً دچار کوری شود. لکه مغولی وسیع نیز ممکن است بر روی پوست بیمار مشاهده شود. معمولاً مرگ بیمار در ۳ تا ۷ سالگی در وضعیت رژیدیتی دسربره روی می‌دهد.

### بیماری نوع مزمن یا بزرگسالی
با دیزآرتری پیشرونده مخچه‌ای، عدم تعادل پیشرونده، میوکلونوس، اسپاستیسیتی، قوز، دیستونی، صدمه خفیف هوشی، اشکال در تکلم یا راه رفتن، به ندرت لکه قرمز آلبالویی در ماکولا و بیماری پیشرونده تظاهر می‌کند. در بیمار یافته‌های تغییر شکل ظاهری وجود نداشته، تشنج ناشایع است و بینایی حفظ
می‌شود.

### نوع مورکیو B
با دیسپلازی شدید اسکلتی بدون گرفتاری عصبی، وجود یافته‌های بالینی و رادیوگرافیک مشخصه بیماری مورکیو و دژنره شدن مغزی غیرمعمول تظاهر می‌کند. در این بیماران نقص شدید بتا گالاکتوزیداز در فیبروبلاستهای کشت شده و گلبول‌های سفید وجود دارد.

## نقص آنزیم
نقص در آنزیم بتا گالاکتوزیداز.

## توارث ژنتیکی
اتوزوم مغلوب.

## میزان بروز
نادر.

## روش تشخیص
- بررسی آنزیم: در فیبروبلاستها و گلبول‌های سفید.
- کروماتوگرافی لایه نازک ادرار: برای الیگوساکاریدها مثبت است.

## درمان
درمان با میگلوستات ممکن است به عنوان مهارکننده تولید سوبسترا عمل
کند. روش دیگر درمان با چاپرون (Chaperone) است که در غلظت کم، فعالیت آنزیم در
فیبروبلاستهای کشت شده انسان را به حالت اول بر می‌گرداند و تجویز خوراکی آن
بمدت یک هفته، فعالیت آنزیم را در مغز مدل حیوانی مبتلا به نوع نوجوانی افزایش داده و مقدار GM1
کشف شده به‌طور بافتی شیمیایی در مغز را کاهش می‌دهد. به هر حال درمان مؤثری وجود ندارد.

## آزمون تشخیص قبل از تولد
بررسی الیگوساکارید گالاکتوزیل در مایع آمنیوتیک و بررسی آنزیم در آمنیوسیتهای کشت شده یا نمونه پرزهای کوریونی.
نکته: در شیرخواران دچار آسیب عضلات قلبی و نارسایی احتقانی قلب این بیماری بایستی مدنطر باشد.